# Hans-Dieter Taufmann
Hans-Dieter Taufmann (* 1940) ist ein ehemaliger deutscher Radrennfahrer, der in den 1960er Jahren in der DDR aktiv war. 

## Sportliche Laufbahn
Taufmann begann seine Radsportkarriere als Schüler bei der SG Dynamo Potsdam, wo der ehemalige Radrennprofi Richard Huschke den Nachwuchs der Radrennfahrer trainierte. Bereits mit 18 Jahren stieg Taufmann in die Leistungsklasse I, die DDR-Eliteklasse, auf. Nachdem er seine Elektrikerlehre abgeschlossen hatte, wurde er zum SC Dynamo Berlin delegiert, der das Leistungszentrum der den DDR-Sicherheitskräften unterstellten Sportvereinigung Dynamo war. Damit erlangte er den Status eines Staatsamateurs, der mit besonderer Förderung und materiellen Vergünstigungen verbunden war. Die Berliner setzten Taufmann bei den DDR-Radsportmeisterschaften 1962 in ihrer zweiten Mannschaft für das Mannschaftszeitfahren ein, die hinter Dynamo I Vizemeister wurde. Dabei war Dynamo II Weltrekord gefahren, der aber wenig später von der ersten Mannschaft unterboten wurde. 1965 holte Taufmann erneut bei den DDR-Meisterschaften zwei zweite Plätze für den SC Dynamo, wieder im Mannschaftszeitfahren und zusätzlich im Einzelstraßenrennen. Zuvor hatte er 1963 den DDR-Klassiker, das Eintagesrennen Rund um die Hainleite (1965 3. Platz) gewonnen. Cottbus–Görlitz–Cottbus konnte er 1965 für sich entscheiden. 1964 startete er mit der Nationalmannschaft in der Ungarn-Rundfahrt und gewann dort die 3. Etappe. In der Bulgarien-Rundfahrt 1964 holte er ebenfalls einen Etappensieg. 
Nach seinem erfolgreichen Abschneiden bei der DDR-Meisterschaft entsandte ihn der DDR-Radsport-Verband 1965 zur Straßenweltmeisterschaft. Als zweitbester DDR-Fahrer wurde Taufmann im Einzelrennen 39. Die Polen-Rundfahrt 1967 beendete er auf dem 17. Platz. Dies war sein letzter Einsatz für die Nationalmannschaft der DDR.
Für die Radsportsaison 1967 plante der SC Dynamo Berlin nicht mehr mit Taufmann, er wurde zur SG Dynamo Potsdam zurückdelegiert. Damit fiel er aus der Sportförderung heraus und konnte nicht mehr bei den großen internationalen Rennen starten. Er blieb jedoch dem Radrennsport treu, ab 2011 beteiligte er sich für das Team Potsdam bei Traditionsrennen.